# Mongoli
Pod pojmom Mongoli se, u užem smislu, podrazumijevaju pravi Mongoli, koji se jezično mogu grubo podijeliti na Istočne i Zapadne Mongole. U širem smislu, pod tim se nazivom podrazumijevaju i Mongolski narodi, dakle, narodi koji govore nekim mongolskim jezikom. Oni pak, u pravilu, sami sebe nazivaju drugim imenima.

## Porijeklo imena
Ime "Mongol" potiče iz tunguskih jezika i znači "nepobjedivi". Nekada se odnosilo na jedno malo, beznačajno pleme koje je živjelo u srednjem toku rijeke Onon. Kasnije se, za vrijeme Džingis-kana u 13. stoljeću uobičajilo kao skupni naziv za cijeli narod.

## Današnje mongolske etničke skupine
U raznim državama u kojima žive pripadnici mongolskih naroda i etničkih skupina linije razgraničenja između "plemena" i "naroda" se jako razlikuju. U zemlji s najvećim brojem mongolskog stanovništva, Narodnoj Republici Kini Mongole smatraju jednim narodom. Timed-, Chahar-, Ordos-, Bargut-, Burjat- i Oirat- Mongoli se svi smatraju narodom Mongola. Uz njih, postoje i drugi narodi koji govore mongolskim jezicima, kao što su: Daur, Tu, Dongxiang, Bonar i dio naroda Jogur. 
Oni se, kao što je rečeno, ne smatraju po nacionalnosti Mongolima, nego su samostalne nacionalnosti. 
U državi Mongoliji žive tri plemena istočnih Mongola i jedno zapadnih Mongola.
I u Rusiji živi nekoliko skupina koje pripadaju istočnim i zapadnim Mongolima.
Narodi Moghol, Hazara i Aimak žive raspršeni i u Afganistanu i u Pakistanu .
Prema gore navedenom principu, u 2000 godini je u popisu stanovništva u Kini izbrojano 5,813.947 Mongola.